# Castrul roman de la Basarabi-Murfatlar
Castrul roman este situat pe teritoriul localității Murfatlar, județul Constanța.